# Uduvere
Koordinaten: 58° 20′ N, 22° 34′ O
Uduvere (deutsch Udufer) ist ein Dorf (estnisch küla) auf der größten estnischen Insel Saaremaa. Es gehört zur Landgemeinde Saaremaa (bis 2017: Landgemeinde Lääne-Saare) im Kreis Saare.

## Einwohnerschaft und Lage
Das Dorf hat 44 Einwohner (Stand 1. Januar 2016). Die Fläche beträgt 7,22 km².
Der Ort liegt elf Kilometer nordwestlich der Inselhauptstadt Kuressaare.

## Geschichte
1261 fand bei Uduvere eine Schlacht zwischen den einheimischen Esten und dem Deutschen Orden statt. Der Ort selbst wurde erstmals 1592 unter dem Namen Vdeuer urkundlich erwähnt. Als Dorf ist Uduvere seit 1645 unter dem Namen Uddofer nachgewiesen.